# تریه‌ئی
تریه‌ای (به ایتالیایی: Triei) یک کومونه در ایتالیا است که در استان نیورو واقع شده‌است. تریه‌ای ۲۸٫۵ کیلومتر مربع مساحت و ۱٬۱۴۸ نفر جمعیت دارد و ۱۴۰ متر بالاتر از سطح دریا واقع شده‌است.